# Lokomotiv Yaroslavl
Lokomotiv Yaroslavl é um clube de hóquei no gelo da Rússia, participante da Liga Continental de Hóquei.
Em setembro de 2011, o time, que seguia de avião para participar do torneio, foi vítima de um acidente aéreo. O único jogador que não morreu com o impacto, faleceu dias depois por causa das queimaduras em 80% do corpo e nas vias respiratórias.